# Carmina Cannavino
Carmen de los Milagros Cannavino Aguilar (Lima, 30 de septiembre de 1962 -  Ciudad de México, 17 de septiembre de 2022) fue una cantante, compositora, investigadora de música y maestra de canto peruana. Figura del folklore latinoamericano, y de lo que fue llamado Nueva canción latinoamericana. Considerada una de las mejores intérpretes de las canciones de Chabuca Granda. En 2020, participó en el  homenaje por los 100 años del nacimiento de Chabuca Granda en el Gran Teatro Nacional de Lima

## Biografía
Nace en Lima en 1962, de padre argentino de ascendencia Italiana, y de madre limeña. Nace con el nombre de Carmen de los Milagros Cannavino Aguilar. Sus padres fueron músicos, Pascual Cannavino Aquilio, y Olga Petronila Aguilar Carrillo, ambos nacieron el 1925. Su Padre fue violinista y tocaba en un grupo de tangos de Lima. Su madre era egresada del Conservatorio Nacional de música de Perú, y se desarrolló como profesora de música. En 1969 se muda con sus padres a vivir al distrito de Chaclacayo, un distrito a las afueras de Lima Metropolitana camino a la sierra peruana. 
Empieza a participar en 1980 en el Movimiento Nacional de la Nueva Canción de Perú, que buscaba desarrollar la música popular y latinoamericana. Conoce en Perú al mexicano Gavino Palomares. Parte de este movimiento eran también Mercedes Sosa o Silvio Rodríguez.  En la década de1980 viaja a Argentina, Uruguay, Italia, Brasil y Corea del Sur.
Empieza a radicar en Ciudad de México. Adoptando luego la ciudadanía mexicana. Aunque ella afirmaba que viajaba al menos 1 o 2 veces al año a Perú.
En 1996 participa en el festival OTI  que se desarrolló ese año en Quito, con la canción Bendito Amor, quedando como 3.ª clasificada. Es una de las mejores participaciones que Perú tuvo en la OTI. 

El 2008 llega a publicar dos discos. En México presenta su disco Patria Granda, tributo a Chabuca Granda en el Lunario del Auditorio Nacional, en Buenos Aires de ese mismo año se presenta junto a Gino Palomino en guitarra y Hubert Reyes en cajón peruano y vuelve a Perú a realizar el concierto "Vuelen mis raíces". Luego de viajar por varios países del mundo le declara antes de su concierto en Lima: 
<<Muero por cantar en mi país de origen, pero no se dan las condiciones. Desafortunadamente, mi canto se ha llevado para cierta élite, pero uno de mis grandes anhelos es cantar para muchos peruanos>>
En enero de 2020 empiezan una serie de intervenciones para tratar el cáncer de estómago que le detectaron. Carmina estuvo muy enferma, y ella misma decía que se salvó de la muerte. Sin embargo ya antes de sus intervenciones se tenía programada su participación en un gran concierto de homenaje a Chabuca Granda por los 100 años de su nacimiento que contaría con artistas peruanos e internacionales de la talla de Jorge Drexler o Soledad Pastorutti. La productora del concierto Mabela Martínez buscó  antes que a ningún artista a Carmina Cannavino para que participara en el homenaje. El 22 de Febrero unos días antes del concierto Carmina publicó en sus cuenta de Facebook este mensaje:
<<Así lo decreté en tu nombre mi Señor, y así será, tu quisiste que participara de este evento y es un hecho a punto de consumarse, luego de casi dos meses de internamiento e intervenciones. Sólo tú sabes cuándo partiré hacia tus brazos, en tanto cantaré para ti y para mis paisanos, con este don que tú me prestaste. Gracias infinitas! Ahí te voy mi Perucito amado, mi terruño añorado!>>. 
El 24 y 25 de febrero se realizó el concierto Internacional con diversos artitas por los 100 años del nacimiento de Chabuca Granda. Carmina interpreta las canciones “La Flor de la Canela” y “José Antonio”. 

Para agosto de 2022 hace un último viaje a Lima para dar una serie de conciertos desde el 24 de agosto. Los conciertos generan una gran convocatoria y un lleno total.  El 17 septiembre fallece en México. Carmina misma dejó este mensaje que se publicó en su Facebook:
<< Parto de este mundo, a una mejor vida, lo sé, con la Gracia de haber nacido; me llevo la bendición de todos aquellos que elegí por compañía, me voy en Luz, en Paz, Amor y Gratitud, convencida de que podremos reencontrarnos, si así lo quieren, en una próxima canción>>
Ha compartido escenario con artistas como Lila Downs, Mercedes Sosa, Tania Libertad, Soledad Pastorutti, Vicente Garrido, Eugenia León, Óscar Chávez, Amparo Ochoa, Tehua, Silvio Rodríguez, Lucho González, Los Folkloristas, Jorge Dexler, Gabino Palomares, entre otros.

## Discografía
1. Para Cantar. Nueva Canción Peruana (1980)
2. Cantos Para un Ángel (1998)
3. Encuentro y Despedidas. Canciones de Argentina, Perú y México (1999). Disco con Lucho Gonzales
4. Los secretos del agua. Carmina canta a Vicente Garrido (2005)
5. Muchacha viento (2003)
6. Patria Granda. Tributo a Chabuca Granda (2008)
7. Por Obra y Gracia (2008)
8. Ofrenda (2012). Con colaboraciones con Tania Libertad y Lila Downs
9. México de Mis Cantares (2015)

Contribuciones artísticas
- 1996. “Chabuca Limeña: Homenaje Musical a Chabuca Granda”. Canta “Zeño Manué”
- 1999. “Canciones de la  Guerra Civil y Resistencia Española (España 1936-1939-1975).”. Canta La Cigarrera”
- 2000. “14 Nuevas Canciones de Raíz Folclórica”. Canta “Permanecer” y “Cuando el río Camine al Revés”.
- 2021- Single “Chabuca Limeña”. Canción interpretada por diversos artistas, producida por Mabela Martínez. Esta canción estuvo ligada al concierto internación que se realizó en Lima en el Gran teatro Nacional por los 100 años del nacimiento de Chabuca Granda.

## Premios y nominaciones

### Reconocimientos
- Homenaje de la Municipalidad de Chaclacayo. 22 de Agost de 2022